# حرب النورماندي
كانت حرب نورماندي نتاج المعارك التي وقعت إثر الإنزال الذي حدث على سواحل النورماندي في السادس من يونيو لعام 1944، والتي انتهت بتحرير باريس علي يد الحلفاء وقهقرة القوات الأ لمانية الهاربة من منطقة جيب فاليز باتجاه ألمانيا وقد وقعت في إطار خطة الحلفاء لغزو أوروبا الشمالية الغربية والتي أدرجت تحت إطار " عملية الاوفر لورد. كما اعتبرت هذه المعارك بمثابة مؤشر تنبؤ للحروب التي وقعت علي كل من خط السيجفرويد وعلى غزو الرايخ الثالث وايضًا على نهاية الحرب العالمية الثانية في أوروبا.
استهدفت الحملة العسكرية فتح الجبهة الثانية بناءً على إلحاح القائد ستالين منذ بداية عملية بارباروسا كما أنها نجحت في أن تسلب القوات الألمانية أسلحتها والتي كانت متمركزة في الجبهة الشرقية ضد قوات الجيش الأحمر.
وبالمثل أيضًا كانت هناك طلبات ملحة بحتمية الهجوم على الوادي الأطلسي وما يتبع ذلك من تحرير فرنسا وذلك بمشاركة القوات المسلحة الفرنسية الحرة التي دعّمتها الحكومة الفرنسية بقيادة الجنرال شارل ديغول، الذي شاركت قواته بجدية في العمليات بشتى الوسائل والوحدات البرية والجوية والبحرية والتي أيدتها أيضًا الأنشطة الحزبية الفعالة. وعلى الرغم من العبءالذي كان يثقل كاهل الحكومة الفرنسية في توقيت العمليات، ألا إنها كثيرًا ما كانت تحث قائد مقر القيادة العلياالشايف الجنرال دوايت أيزنهاور على ضرورة الإسراع بتحرير العاصمة الفرنسية بما يسمح كشكل مبدئي بدخول الفرقة المدرعة الثانية الفرنسية إلى باريس.

## الهجوم على الوادي الأطلسي
بدأت شرارة الهجوم على الوادي الأطلسي في صباح يوم السادس من يونيو لعام 1944عن طريق إنزال القوات التابعة للحلفاء على شاطيء نورماندي التابع للساحل الفرنسي الواقع بين بلدتي كينفيل وميرفيل، وقد أحيلت قيادة هذه العمليات إلى الجنرال الأمريكي دوايت أيزنهاور أما بالنسبة للقوات البرية فقد تولى الجنرالالبريطانيبرنارد مونتغمري قيادة الفرقة 21 التابعة لجيش الحلفاء.
وقد سبق الهجوم ليلًا بعدة عمليات نفذتها القوات الجوية وذلك بغرض فرض السيطرة على بعض المناطق التي كان من المتوقع أن تكون ذات أهمية إستراتيجية في المناطق النائية، نُفِذت هذه العمليات في كل من الجانب الشرقي والغربي لموقع الإنزال: فقد توليا الجنرالان الأمريكيان بالتوالي ميتيو ريدجواي وماكسويل تايلور قيادة الفرقة 82 والفرقة 101 التابعتين للقوات الجوية الأمريكية بينما تولى علي الصعيد الآخر الجنرال الإنجليزي ريتشارد نيلسون جال قيادة الفرقة السادسة التابعة للقوات البريطانية في المنطقة الشرقية.
و كانت عمليات الإنزال تستهدف خمسة شواطيء: أوتاه وأوماها حيث اتخذ منها الجيش الأمريكي الأول بقيادة الجنرال عمر برادلي وجولد، جونو وسورد مقرًا حيث استقر الجيش التاني البريطاني بقيادة الجنرال ميليس ديمبسي  وكانت الشواطيء بمثابة ساحة للحرب حيث كان شاطيء النورماندي يزخم بالجيش السابع الألماني بقيادة الجنرال فريدريك دوللمان والذي كان بدوره يعد جزء من الحملات التي يطلق عليها هيريس جروب B التابعة للمارشال إرفين رومل الذي كان أيضا جزءًا من القيادة العليا الغربية بوصفه قائد الجبهة الغربية التي كانت تحت قيادة المارشال غيرد فون رونتشتيت 
وفي أول 24 ساعة من الغزو كان يتوقع الحلفاء أن ينجحوا في الاستيلاء على مساحة عميقة من الأرض تقدر من 10 الي 15 كيلو متر والتي كانت من المفترض أن تشتمل على جزء من شبه جزيرة كوتنتين مطل على مدينة كارينتان في غرب مصب نهر الفير وعلى مدينة بايو في وسط مناطق الهبوط بالإضافة إلى مدينة «كاين» وذلك في الجانب الشرقي ولكنه لم يتحقق أيًا من هذه الأهداف. وعند نهاية اليوم فقد انفصلت القوات الأمريكية عن حليفتها البريطانية بمقدار 12 كيلو متر وعلى الصعيد الآخر فقد انفصلت القوات الكندية عن باقي القوات البريطانية بمقدار 5 كيلو مترات. وكانت الخسائر التي تكبدتها قوات الحلفات في يوم بداية القتال فادحة إذ قدرت بنحو 10 آلاف إلى 12 الف وحدة عسكرية بينما قدرت الخسائر الألمانية بنحو 4 آلاف إلى 9 آلاف مقاتل.

## المرحلة الأولى (7 يونيو - 20 يوليو 1944)

### جبهة الجيش البريطاني الثاني

#### أول هجوم على كاين
أخذ الجنرال توجوموري يبحث إخفاق محاولة السيطرة على مفترق الطرق الهامة والسكك الحديدية لكاين في يوم بداية القتال، حيث وصل فرنسا في يوم 8 يونيو وأرسي مقر القيادة العليا في قلعة كروللي وتفحص بنفسه حالة الوهن التي أصابت الجنود جراء الاشتباكات المتصلة مع جنود العدو في اليومين الماضيين كما تفقد ايضًا الوضع الدفاعي الألماني حول المدينة.

خط هجوم عملية بيرش (07-14 يونيو 1944).

وفي اليوم السابق بعدما قامت الفرقة الخمسون للمشاة البريطانية " نورثومبريا " بقيادة الجنرال دوجلاس أليكساندر جراهام بإحكام سيطرتها على بايو بسبب التراجع السريع من قبل الألمان. توجهت الفرقة الثالثة للمشاة الكندية نحو الشرق بقيادة الجنرال رود كيلر وكانت قد نقلت الهجوم الأول في اتجاه كاين في إطار ما يسمي بعملية بيرش؛ لكن الاستطلاعات التي تألفت من اللواء السابع بقيادة الجنرال هارري فوستر واللواء التاسع وجدت نفسها امام وحدات متقدمة الخاصة بالفرقة 12 بانزر بقيادة القائد لواء كورت ماير بالإضافة إلى وحدات المدرعات الأخري الاحتياطية (الفرقة المنتقاة بعناية بقيادة الجنرال فريتس بايرلين والفرقة الأولى ss بانزر "حرس أدولف هتلر الشخصي" بقيادة القائد لواء تيودور فيش) وعلى الرغم من الصعوبات الناجمة عن التفوق الجوي شبه المطلق من جانب الحلفاء ألا إن القوات الألمانية كانت تتجه نحو الساحل للانضمام إلى الفرقة المدرعة 21 التي يقودها إيدجر فويشتنجر. وتكبدت الكتيبتان الكنديتان خسائر فادحة وأُجبِرتا على عدم استئناف تقدمهما والقهقرة بنحو 3 كيلو مترات تقريبا، ولم ينجح الألمان في اختراق خط الحلفاء للوصول إلى بحر المانش.

دبابات الفرقة المدرعة البريطانية 7 تغادر شاطئ جولد من أجل التقدم نحو الأراضي الداخلية الفرنسية.

وفي مساء يوم 9 يونيو انضمت فرقة «بانزر-لير» إلى خط القتال واحتشدت في الجناح الأيسر لفرقة «شباب هتلر» بإقليم بلدة تيلي- سور- سيليس جنوب شرق «كاين» وشكلت بذلك إلى جانب الفرقة المدرّعة 21 جهازًا دفاعيًا قويًا حول المدينة. بعد إيقاف فرقة المشاة 50 الكندية لتقدمها مجددًا نتيجة للقتال العنيف، قرر الجنرال مونتغمري أن يوظف تلك الفرق التي اعتبرها أفضل قواته في المعركة: فرقة المشاة 51 "هايلاند" بقيادة الجنرال بولين سميث والفرقة المدرّعة 7 بقيادة الجنرال جورج إرسكين. استُخدِمت هذه القوات في هجوم على جناحي الجهاز الدفاعي الألماني في «كاين»: كان يجب على فرقة المشاة 51 التغلب على القوات المنتشرة فوق نهر الأورن؛ التي تكونت من فرقة المظلات 6 في الليلة السابقة للإنزال، كما كان يجب عليها الهجوم على المدينة من الشرق بينما كانت ستتقدم الفرقة المدرّعة 7 من الغرب: كان من القرر أيضًا إطلاق فرقة المظلات الأولى البريطانية بقيادة الجنرال روي أوكهورت وراء كاين ولكن ذلك كان يمكن تحقيقه فقط إذا كانت ظروف التقدم مواتية.

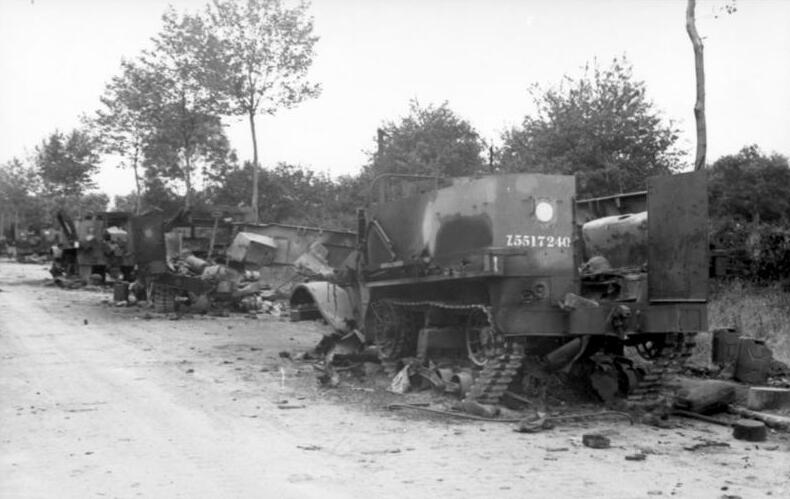
صف المدرعات البريطانية المُدمَّرة بفعل قائد قائد الهجوم مايكل فيتمان أثناء معركة فيير- بوكاج.

بدأ الهجوم يوم 11 يونيو ولكن الهجوم الألماني المضاد ألحق خسائر فادحة للحلفاء وكان النجاح الملحوظ الوحيد هو احتلال الكتيبة 12 التابعة لفرقة المظلات 6 لإقليم بريفيل – سور – مير ولكن بعد يومين من القتال العنيف. كان لابد من وقف الهجوم من الشرق نحو كاين: رصدت الفرقة المدرّعة 7 على الجانب الغربي منطقة دفاع ضعيفة للجبهة الألمانية تقع بين كاومونت وفيير بوكاج، في صباح يوم 13 يونيو حققت دبابات كرومويل أول دخول لها في مدينة «فيير بوكاج» وسط احتفالات أهالي المدينة مما جعل الجنرال مونتغمري يعتقد لساعات قليلة أن العملية سوف تنجح ولكن تمركزت في المنطقة المواجهة للمدينة فصيلة من خمس دبابات من نوع النمر منتمية لكتيبة الأسلحة الثقيلة 101 ss التابعة للفيلق المدرع الأول ss يترأسهما قائد الهجوم مايكل فيتمان.
لاحظ الضابط الألماني وجود صف الدبابات البريطانية التي كانت قد توقفت خارج المدينة وقرر الهجوم عليها في عمل انفرادي: بعد قطعه للطريق ضبط مؤشر جهاز اطلاق النار على صفر نحو الجانبين اللذين كانت تقف عليهما المدرّعات البريطانية على مسافة قريبة منها مدمرًا بذلك 21 دبابة بالإضافة إلى تدمير 28 مَركبة مدرّعة أخرى قبل مغادرته للانضمام إلى الفصائل المتقدمة التابعة للفرقة المدرّعة الثانية بقيادة الجنرال هاينريش فرايهير فون لوتفيز التي كانت تتجمع بالقرب من «فيير بوكاج» مما تسبب في انسحاب القوات البريطانية من المدينة التي سرعان ما تم استعادتها. حاول الفيلق الثلاثون البريطاني بقيادة الجنرال جيرارد باكنال التقدم مجددًا في اليوم التالي؛ لكن مرة أخرى بالرغم من وجود دعم جوي كبير توقفت دبابات الفرقة المدرّعة 7 وتجنبت هذه الدبابات أن يتم تطويقها بفضل نيران المدفعية الكثيفة فحسب التي ابطأت الهجوم المضاد للفرقة المدرّعة الألمانية الثانية. مع ذلك فقد سُدَّت الفجوة التي كانت موجودة في الجبهة الألمانية وتوجب أيضًا إيقاف الهجوم من الغرب نحو كاين.

#### محاولات اختراق الجبهة الألمانية

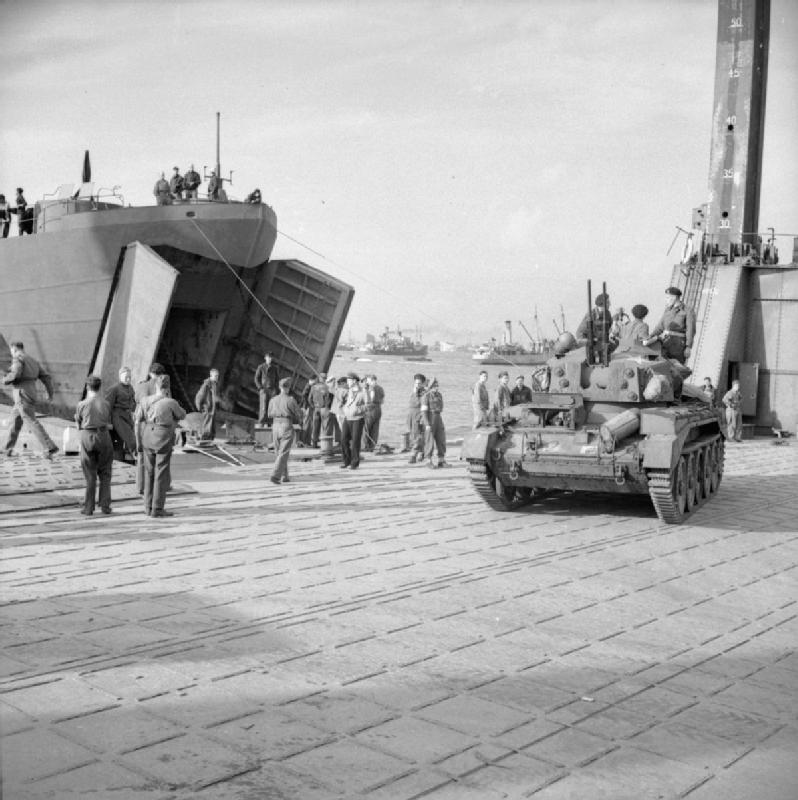
دبابة كروسيدر بريطانية تعبر الميناء الاصطناعي مالبيري إلى آرومانش

بعد أن أحبطت المقاومة الألمانية المحاولة الأولى للإستيلاء على كاين، عانت عمليات الجيش الثاني البريطاني من تباطؤ آخر يرجع بشكل كبير إلى تعزيز خط دفاع الجبهة عن طريق الفِرق المدرَّعة الألمانية التي كانت بمثابة عاصفة على شاطئ بحر المانش مما جعل ميناء مالبيري الأمريكي عديم الفائدة وأصاب الميناء البريطاني بأضرار بالغة تسببت في منع تدفق الإمدادات وحرمان قوات التحالف من حوالي 140 ألف طن من المواد وذلك في الفترة مابين 19 و 23 يونيو. استغل الجنرال مونتغمري هذا الوقت في تحليل الموقف واقتنع بأنه نظرًا «لإغلاق» القوات الألمانية الطريق حول قوات عبور الحلفاء، لم يكن من الممكن إخضاع الجهاز الدفاعي الألماني بواسطة وحدات فردية وفي محاولة ثالثة لاحتلال كاين استخدم الفيلق الثامن بأكمله تحت قيادة الجنرال ريتشارد أوكنور على جبهة طولها حوالي 7 كيلومترات تقع في المنطقة الواقعة بين كاربيكت وراوري: شملت هذه الجبهة فرقة المشاة 15 "الاسكتلندية" بقيادة الجنرال غوردون هولمز ماكميلان والفرقة المدرعة 11 البريطانية بقيادة الجنرال جورج فيليب برادلي روبرت وفرقة المشاة 43 "ويسيكس" بقيادة الجنرال جويليم أيفور توماس. تقدمت هذه الوحدات القوية المكونة من 60 ألف رجل و600 دبابة يدعمها 700 قطعة مدفعية وبدعم من وحدات مدفعية البحرية الخاصة بالحرب نحو غرب كاين في إطار ما يسمى بعملية "إبسوم" بداية من يوم 26 يونيو.

جنود مشاة بريطانيون من الفيلق السابع "سيفورث هايلاندرز" أول يوم من عملية إبسوم في انتظار التقدم.

بدأت الوحدات المدرَّعة البريطانية متبوعةً بالمشاة في التقدم يوم 27 يونيو وعبرت طلائع الفرقة المدرَّعة 11 نهر أودون بينما احتِلّت مرتفعات «المنطقة 112» يوم 29 يونيو وبعد قتال عنيف تم صد الهجوم المضاد للفرقة المدرعة بانزر 9 ss و10 ss(يقودهما على التوالي القائد القياسي توماس مولر والقائد لواء هاينز هارمل) المنتميتان إلى الفرقة الثانية بانزر ss بقيادة قائد مجموعة العقداء «بول هاوسر» الذي نُقِل من بولندا. ومع ذلك توقع الجنرال ديمبسي هجومًا مضادًا آخرًا بقوات أكبر قادمة من الشرق ورأى أنه من الممكن أن يكون موقع الفرقة المدرَّعة 11 معرضًا بشكل كبير لخطر ان تصبح الفرقة مطرودة خارجًا وأمر في نفس اليوم بانسحابها إلى ضفة النهر اليسرى، في حين أنه أمر يوم 30 يونيو الفيلق الثامن بوقف تقدمه، منهيًا الأمر بعد أربعة أيام فقط من «عملية إبسوم» ومع أنها المحاولة الثالثة للاستيلاء على كاين: فإنه على الرغم من مواصلة الألمان في الحفاظ على جناحهم الأيسر بنجاح ألا إنهم في نفس الوقت فشلوا مرة أخرى في إرغام الحلفاء على الرجوع نحو القناة.

تحركات فيلق الجيش البريطاني من 7 إلى 9 يونيو أثناء عملية تشارنوود.

قد أسهمت المعركة التي استمرت لمدة شهر تقريبًا من أجل احتلال كاين في انخفاض الروح المعنوية للجنود وفقط احتلال شاربورغ هو ما أعطى الحلفاء جرعة من الحماس في لحظة كان يسودها القلق بشأن تدخل محتمل للجيش الخامس عشر بقيادة الجنرال هانز فون سالموث الذي كان ما زال محتجزًا بأمر من أدولف هتلر في منطقة باد كاليه تحسبًا لهبوط ثاني ومن ثَم أصبح القلق كبيرًا ومتفاقمًا بسبب القصف العنيف الذي تعرضت له لندن بفعل سلاح الاقتصاص في-1 وسلاح الانتقام الألماني فاو-2. بعد اسبوع من فشل عملية إبسوم خطط الجنرال مونتغمري لغزو عسكري آخر بحيث ينفذه الفيلق الأول بقيادة الجنرال جون كروكر للهجوم مجددًا على المدينة في إطار ما يسمى بعملية تشارنوود. تألفت هذه الوحدة من فرقة المشاة الأولى بقيادة الجنرال هارولد ألكسندر وفرقة المشاة الثانية بقيادة الجنرال هنري لويد والفرقة 48 "جنوب ميدلاند" بقيادة الجنرال أرثر إدوارد جراست وبذلك فقد بدأ تنفيذ المحاولة الرابعة لاحتلال كاين يوم 8 يوليو مسبوقًا بحدوث قصف جوي كثيف الليلة التي سبقت ذلك.

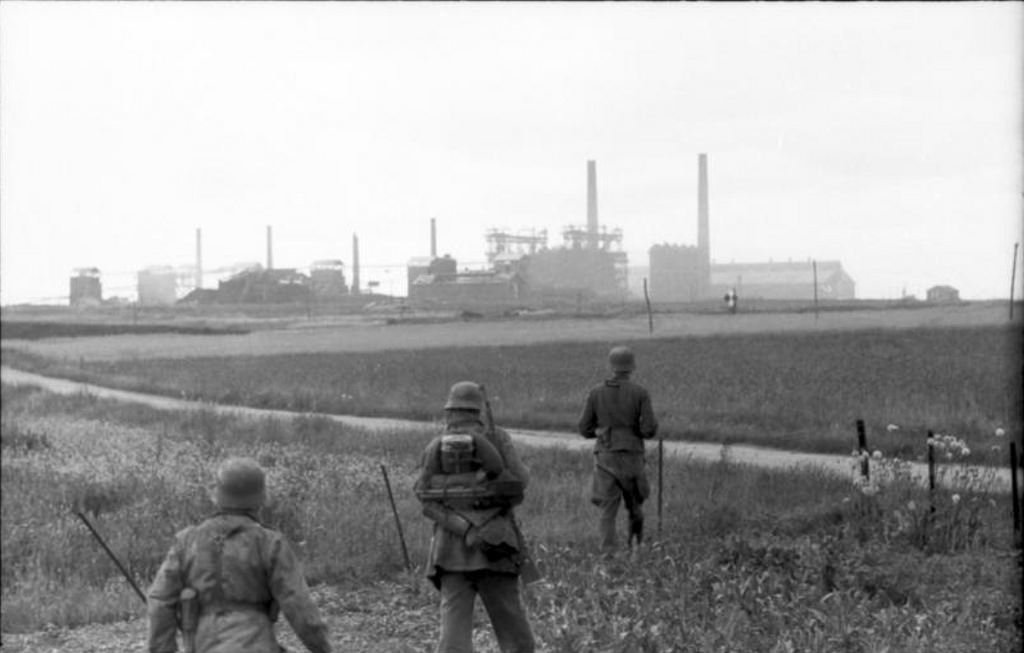
المشاة الألمانية بالقرب من أحد مواقع مصانع الصلب في كولومبيل.

استطاعت فصائل المشاة البريطانية خلال أول يومين من المعركة المضي قدمًا حتى وصلت إلى ضفة نهر الأورن الشمالية مع أن مقاومة الفرقة ss بانزر «شباب هتلر» استمرت في بقائها قوية بشكل كبير بالرغم من الخسائر البالغة التي لا يمكن تعويضها التي تكبدتها: تمكنت فرقة المشاة الثالثة الكندية وفرقة المشاة الثالثة الآلية بقيادة الجنرال لاشمير ويسلر من اختراق ضواحي كاين، بينما استطاعت فرقة المشاة 43 «ويسيكس» في الغرب استعادة المنطقة 112 بالرغم من خسائرها الفادحة؛ لكن الألمان قد تمكنوا من الاحتفاظ بنقطتين استراتيجيتين وهما تل بورجيبوس ومصانع الصلب الكبيرة في كولومبيل.
استولى الحلفاء في اليوم نفسه على بلاد إقليمي إيترفيل ومالتوت مواصلين تقدمهم بالرغم من الهجوم المضاد الذي شنته فرقة «شباب هتلر» أثناء الليل والذي قد سمح لفصيلة من قوات المشاة الآلية الألمانية بانزر جراندير بإعادة احتلال قصير للمنطقة 112 بينما شقّت فرقة المشاة 59 "ستانفورد شير" طريقها بقيادة الجنرال لويس لين وسط انتشار القوات بين أنقاض كاين كما استطاعت فرقة المشاة الكندية الثالثة أن تحتل إقليم بريتفيل ومطار «كاربيكت».

#### احتلال كاين

دبابة كرومويل البريطانية تعبر جسر بيلي فوق قناة كاين أثناء عملية جودوود.

في الوقت نفسه الذي تم فيه التقدم إلى مدينة كاين، اقترح الجنرال «تيمبسي» على مونتغمري خطة تعتمد على استخدام القوات المدرّعة الثقيلة بهدف اختراق خطوط الدفاع الألمانية وهوالأمر الذي لم يكن قد تم حتى تلك اللحظة: تألفت خطة الهجوم التي تُسمّى عملية جودوود من المغادرة عن طريق العبور من كوبري يقع فوق نهر «الأورن» بعد القصف الجوي المكثف الذي سيضعف بدوره الدفاعات الألمانية مع وجود الفِرَق المدرّعة الثلاث التابعة للفيلق الثامن وهي الفرقة المدرّعة 7 و 11 وفرقة الحرس المدرعة التي يقودها الجنرال آلان أدير. وقد بلغ عدد مَركبات الفِرق الثلاث حوالي 8000 ما بين الدبّابات والمَركبات المُدرّعة وبعد اجتياز تلة «بوجميدوس» يكون التقدم إلى السهل الذي يقع خلفه حتى بلدة فاليز. كانت سيكمل فيلق الجيش الكندي الثاني بقيادة جاي سيموندس احتلال«كاين» بينما الفيلق الأول والفيلق الثاني عشر البريطاني بقيادة الجنرال نيل ريتشي وتكمِّلهما الفرقة المدرعة 79 بقيادة الجنرال «بيرسي هوبارت» كانوا سيهاجمون الجناحين من أجل تطويق وتدمير الدفاعات الألمانية.

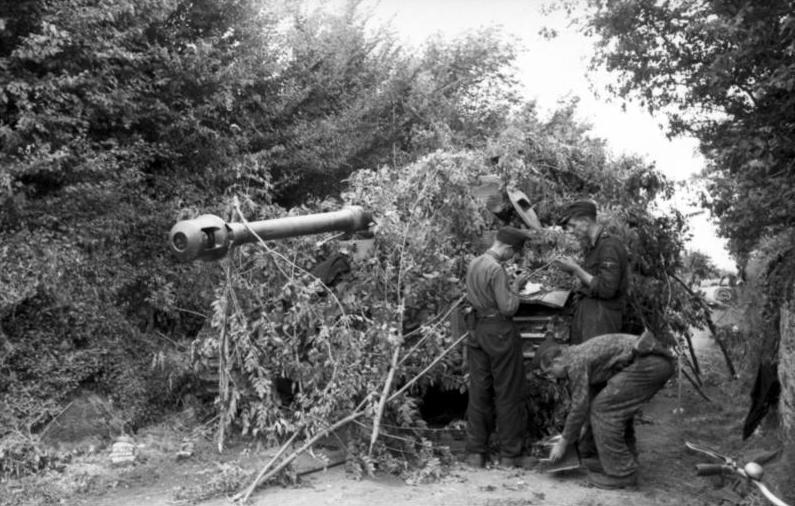
دبّابة ألمانية من نوع دبابة النمر 1 مموهة بمنطقة بوكاج في نورماندي.

بدأ الهجوم الساعة 7:30 يوم 18 يوليو ، مسبوقًا بقصف استمر ثلاث ساعات نُفِّذ على ثلاث موجات وبَدى أنه قد قضى على الدفاعات الألمانية. في الواقع _بالقرب من قرية كاني_ فتحت وحدة مدفعية مكونة من أربعة مدافع مضادة للطائرات عيار 88 ملم النار ضد طلائع المدرَّعات البريطانية مدمِّرة بذلك 16 دبابة إم 4 شيرمان وقد تعرض التقدم لتباطؤ شديد ليس فقط بسبب دفاع ألمانيا المضاد ولكن أيضًا بسبب الازدحام الناجم عن العدد الكبير من المَركبات المدرَّعة التي وجِب عليها عبور ممرات حقول الألغام الضيقة: فقط حوالي الساعة 16:00 تمكنت الفرقة المدرَّعة 11 من دخول «كاني» في حين وصلت المشاة إلى الوحدة المدرعة بعدها بساعة.كان رد الفعل الألماني سريع وذا تأثير حيث كان «روميل» على علم بالخطة عن طريق خدمة المعلومات لديه كما وضع الجنرال هاينرش ايبرباخ خمسة خطوط من المدرّعات والمدافع المضادة للدبابات لوقف الهجوم البريطاني: فقد الحلفاء حوالي 200 دبّابة في قتال يوم 18 يوليو.
تمكنت الوحدة الثانية للجيش الكندي والتي كانت تقع منطقة وسط الجيش من احتلال «كاين» تقريبًا بالكامل، على الرغم من تكبُّد كتيبة المشاة بالجناح الأيسر خسائر تقدَّر بحوالي 2000 رجل؛ لكن الألمان قد واصلوا حماية مُرتفَع «بورجيبوس» كما أنهم قد صدّوا محاولة الفرقة المدرَّعة السابعة للهجوم بالإضافة إلى تعزيزهم الدفاعات الأخرى: على الرغم من مرور أكثر من شهر على خسارة «كاين» لم يُخترَق خط الدفاع الألماني ووجِب وقف القتال. لم تفلح عملية «جود وود» في تحقيق رغبة الحلفاء في اختراق الجهاز الدفاعي الألماني من أجل فتح الطريق إلى «فاليز»: انخفضت مصداقية «مونتغمري» بشدة بسبب هذا الفشل سواء لدى الجنرالان «أيزنهاور» و «برادلي» أو لدى صغار الضباط، كما عانى الجنود من خسارة أكثر من 5,500 رجل و400 دبّابة.

### جبهة الجيش الأول الأمريكي

#### التقدم إلى شبه جزيرة كوتنتان واحتلال كارنتان

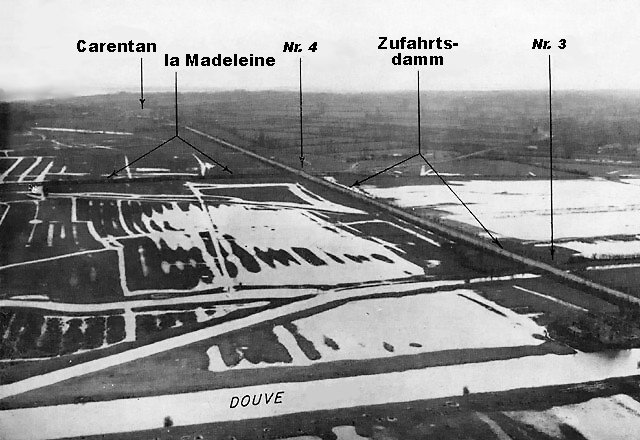
لقطة جوية لأحد شوارع كارينتان يقع بين المناطق التي غمرها الألمان في الأيام التي سبقت الهبوط.

نزلت القوات الأمريكية على شواطئ يوتا وأوماها يوم 6 يونيو وكانت مهمتها هي وقوات المظلات التي هبطت الليلة التي قبلها بمنطقة سانت ماري اجليس احتلال شبه جزيرة كوتنتان ومدينة شاربورغ بمينائها المهم وهي مهمة موكَلة إلى الوحدة العسكرية السابعة بقيادة الجنرال جوزيف لوتون كولينز؛ لكن التقدم سيكون مشروطًا ليس فقط بسبب المقاومة الألمانية ولكن أيضًا بسبب طبيعة الأرض التي تتميز بوجود البوكاج (سلسلة من السدود الرملية والتحوطات التي قد يصل طولها إلى 3 أمتار وهي موجودة على مسافات تتفاوت ما بين ثلاثين وستين مترًا. تستطيع الدبّابات بالكاد اختراقها فهي مثالية كمواقع دفاعية) بالإضافة إلى مناطق المستنقعات الموجودة في شبه الجزيرة التي غمرها الألمان بالمياه خلال الأيام التي سبقت الهبوط بهدف الحد من الأنشطة الممكنة أمام جنود المظلات أو الحد من عمليات هبوط الطائرات الشرعية.
تحقّقت التحركات الأولى للقوات الأمريكية بعد يوم بدء الغزو من قِبَل فرقة المشاة 29 بقيادة الجنرال تشارلز هونتر جيرهارت التي تحركت غربًا للانضمام إلى كتيبة الحرس الثانية بقيادة الكولونيل جيمس ايرل رودر الذي ترأس منطقة منحدر بونت دو هوك الذي تم احتلاله يوم الهبوط، بالإضافة إلى فرقة المشاة الأولى بقيادة الجنرال كلارنس رالف هيوبنز الذي انضم يوم 8 يونيو إلى الوحدة الثلاثين للقوات البريطانية مُحررًا بذلك مدينة لاسين يور مير بينما بدأت الوحدة الخامسة للجيش الأمريكي بقيادة الجنرال ليوناردو تاونسند جيرو في إعادة تجميع صفوفها للتوجه لاحقًا نحو كاومونت.

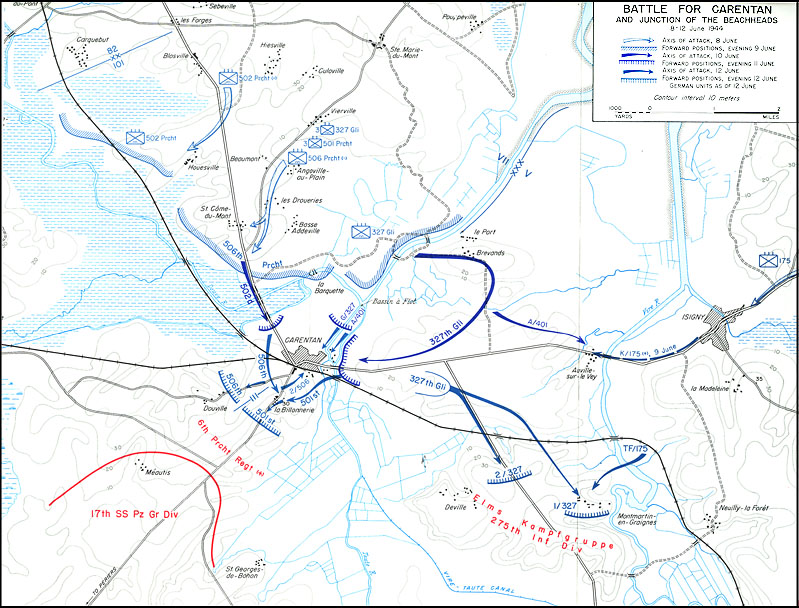
تحركات القوات الألمانية أثناء حرب كارنتان.

كان يمثل الجهاز الدفاعي الألماني الموجود في المنطقة ثلاث فرق مشاة: الفرقة 91 بقيادة الجنرال يوجين كونيش، الفرقة 709 بقيادة الجنرال كارل-فيلهلم فون شليبن والفرقة 243 بقيادة الجنرال «هاينز هلميش»، كما انضمت إليهم بعد الهبوط كل من الفرقة 77 بقيادة الجنرال رودولف ستغمان وفرقة رماة القنابل 17 ss بانزر جراندير بقيادة قائد لواء «فيرنر اوستندورف» ومع ذلك فإن الجيش السابع الألماني في هذا القطاع على عكس جناحه الأيمن لم يجهز الوحدات المدرَّعة اللازمة للقيام بهجوم مضاد في محاولة لدفع الجيش الأول للتوجه نحو بحر المانش مما كان سيجعل دور القوات الألمانية محدودًا بحماية التقدم فقط بواسطة وضع الحواجز؛ واثقةً بذلك في إمكانية حدوث اختراق ناحية الغرب من جانب الفرق الأربع المدرَّعة الموجودة في قطاع كاين.
كان الهدف الأول الذي سعى برادلي إلى تحقيقه هو احتلال مدينة كاين حيث إنها منطقة تقاطع طرق مهمة في نورماندي ونقطة اتصال متوقعة بين القوات المنتشرة على شاطئي يوتا وأوماها اللذين قد تعرضا سابقًا لقصف مكثف؛ لكن الطريق كان مسدودًا في البداية أمام طلائع فرقة المشاة 29 و90 بقيادة الجنرال جاي ماكيلفي بسبب المقاومة الألمانية وكان لابد من استكمالهما بعناصر فرقتي المظلات 82 و101 اللتان كانتا موجودتان في المكان ، بينما كان لابد لفرقة المشاة 9 بقيادة الجنرال مانتون س.إيدي أن تعاني من خسائر فادحة من أجل اختراق الملاجئ والمواقع الأسمنتية المحصنة لتخزين الأسلحة في الوادي الأطلسي بمنطقة «سان- ماركوف» على طريق «كارينتان». حققت قوات التحالف يوم 12 يونيو دخولها في المدينة محبِطة الهجوم المضاد الذي شنته فرقة المشاة الآلية الألمانية «17ss بانزر جراندير» ولكن فقط يوم 18 يونيو استطاعت القوات الأمريكية باستيلائها على إقليم بارنفيل-كارتريت أن تعزل الجزء الشمالي لشبه جزيرة «كوتنتين» وأن تبدأ في التقدم شمالًا نحو هدفها «شاربورغ».

#### سقوط شاربورغ

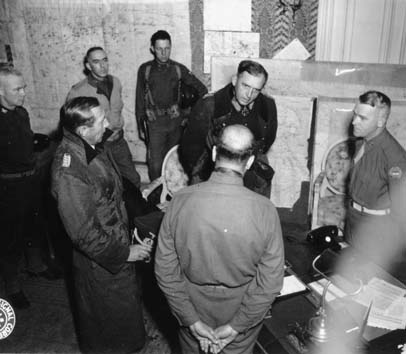
الجنرال الألماني كارل فون شليبن (في الأمام) والجنرال الأمريكي جوزيف لوتون كولينز (على اليمين) خلال مفاوضات استسلام شاربورغ.

بعد عزل شبه جزيرة «كوتنتين» وإبعاد القوات الألمانية الموجودة في المنطقة، بدأ الفيلق السابع للجيش الأمريكي في التوجه نحو مدينة شاربورغ التي كان يتولى حمايتها الجنرال «كارل- فيلهلم فون شليبن» بينما فوضِت مهمة حفظ وتعزيز الطريق الواصل بين كارينتان وبارنيفيل- كارتريت إلى الفيلق الثامن للجيش الذي أُضيف للقوات بقيادة الجنرال «تروي ه.ميدلتون». الهجوم الذي بدأ يوم 22 يونيو مسبوقًا بقصف مكثف قامت به حوالي 1000 قاذقة قنابل وببعض الاشتباكات الطفيفة التي استمرت لمدة يومين، دُعِّم أيضًا عن طريق البحر بفضل وجود سفينتين حربيتين ووحدتي البحرية الأمريكية USS أركنسو و USS تكساس و5 طرادات و11 مدمِّرة. كان التقدم سريعًا إلى حد ما في البداية حيث تضمنت خطة الدفاع الألماني الأصلية ثلاثة خطوط دفاع ضعيفة تقع خارجًا على جبهة واسعة عرضها حوالي 50 كيلومترًا ولكن بعد بدء الغزو العسكري توجهت فورًا جميع القوى المتاحة نحو مواقع تخزين الأسلحة بداخل السور الدفاعي للمدينة مما اضطر فِرق الفيلق السابع للهجوم على الملاجئ والمكامن تحت نيران المدافعين.

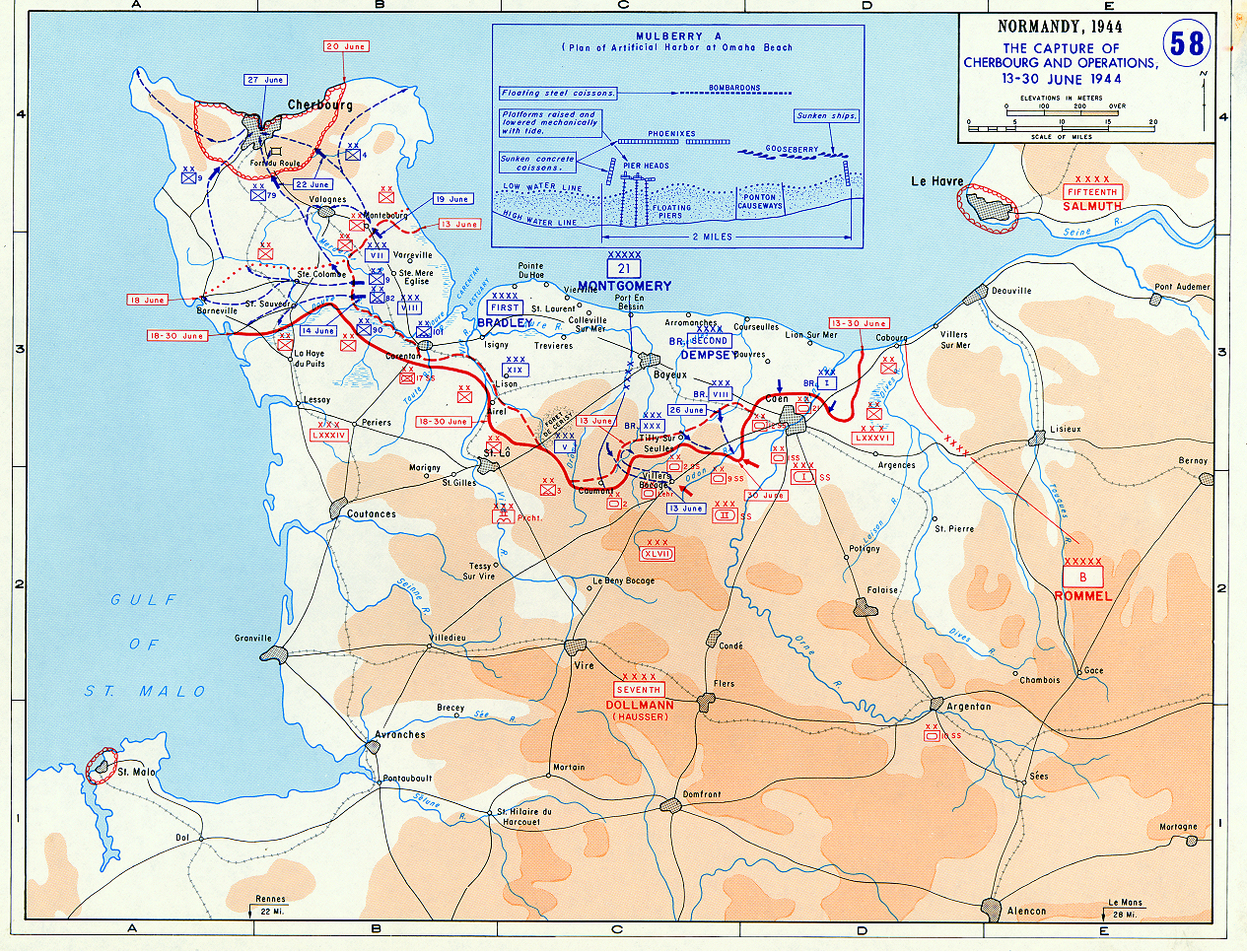
خط الجبهة في يوم 30 يونيو 1944.

وفي يوم 9 يونيو احتلت فصائل الفرقة 9 اقليم أوكتفيل وهاجمت أطراف المدينة من الاتجاه الجنوب الغربي بينما في وسط القوات المنتشرة تقدمت فرقة المشاة 79 بقيادة الجنرال إيرا ت.فوش نحو الشمال: طالب هتلر بالدفاع عن المدينة المحصنّة حتى النهاية واثقًا من أن المقاومة سوف تستمر لمدة ثمانية أسابيع على الأقل وعلى عكسه فقد وجد الجنرال «فون شليبن» أن المقاومة مستحيلة متجنبًا بذلك الأمر باستسلام «الحصون»؛ ألا وهي مواقع منطقة الميناء وشمال شبه الجزيرة الدفاعية والتي استمرت في المقاومة حتى اليوم الذي تلى ذلك وفقط في يوم 1 يوليو استطاعت العمليات في شبه جزيرة كوتنتين إعطاء نتائج عن طريق احتلال منطقة كاب دو لاهاج.
مع أن الحلفاء قد حققوا انتصارًا كبيرًا قد أسهم في رفع معنوياتهم ورد اعتبارهم ألا إنهم قد فشلوا في استغلال الميزة الامدادية لاحتلالهم الميناء الكبير، حيث فُكِّكت جميع المعدات بدقة ونُسِفت القنوات وأصبحت جميع أحواض بناء السفن عديمة الفائدة بسبب وجود حطام السفن التي أغرقها الألمان احتياطيًا بها لدرجة أنه كان لابد من مرور ثلاثة أشهر حتى يمكن استخدام الهياكل لهبوط المواد ولكن في ذلك الوقت كانت تقريبًا كافة موانئ فرنسا وبلجيكا بالفعل في أيدي قوات الحلفاء.

#### الهجوم السوفيتي
بعد اسبوعين من الهجوم وبالتزامن مع بداية الهجوم الأمريكي نحو شاربورغ شن الجيش الأحمر هجومًا عسكريًا يوم 22 يونيو 1944 على الجبهة الشرقية الألمانية باتجاه بيلاروسيا (روسيا البيضاء) وبولندا من أجل تطويق وتدمير مجموعة الجيوش الوسطى التي كانت تقع تحت قيادة المشير إرنست بوش: سرعان ما استنفد هذا الهجوم العسكري تحت قيادة المارشالان ألكسندر فاسيليفسكي وغيورغي جوكوف الاحتياطات الشحيحة التي امتلكها الويرماخت ومن ثَم فأصبح من المستحيل بشكل نهائي انتقال أي قوة من جبهة لأخرى منذ تلك اللحظة بما في ذلك قوات سلاح الجو الألماني (الرايخ الثالث) مما عجَّل بالهزيمة القاطعة للرايخ الثالث التي كانت سوف تحدث بعد ذلك بأحد عشر شهرًا.

#### محاولة اغتيال هتلر
دفعت الأحداث التي وقعت في يونيو 1944 مجموعة من العسكريين والسياسيين الذين قد تآمروا منذ أكثر من عامين للقضاء على هتلر إلى تنفيذ الأمر. أتت فكرة اغتيال القائد أثناء اجتماع عُقِد في سبتمبر 1943 بين المشير غونثر فون كلوج والجنرال المتقاعد لودفيغ بيك والدكتور كارل فريدريش جويرديلر والجنرال فريدريش أولبريشت مجتمعين معًا في شقة الأخير. لم تُنفَّذ اثنتان من المحاولات الأولى فعليًا وباءت المحاولة الثالثة بالفشل: أجرى حينذٍ كل من أولبريشت والجنرال هينينج فون تريسكو والكولونيل كلاوس فون شتاوفنبرج عدة تعديلات على «خطة فالكيري» ألا وهي خطة تعبئة الجيش الإقليمي من أجل تحقيق انقلابًا تتبعه وفاة هتلر حيث أنه بمجرد الاستيلاء على السلطة بعد ذلك سوف توضع نهاية للحرب.
ذهب فون شتاوفنبرج يوم 20 يوليو 1944 إلى وكر الذئب (مقر هتلر الرئيس) لحضور اجتماع للإحاطة بالوضع العسكري الحالي حيث كان سيحضر أيضًا القائد هتلر ووضع شتاوفنبرج قنبلة تحت الطاولة ثم انفجرت بعد خروجه بدقائق قليلة. نجا هتلر من محاولة اغتياله كما فشل الانقلاب في غضون بضع ساعات: كان رد الفعل عنيفًا وأُعدِم بعض كبار الضباط أو انتحروا (من بينهم المشير فون كلوج، بأمر من القائد الأعلى للقوات الغربية في ذلك الوقت) وكذلك دُفِع المشير رومل إلى الانتحار  على الرغم من عدم ثبوت اشتراكه في المؤامرة.

## المرحلة الثانية

### جبهة الجيش الأول الأمريكي

#### التقدم نحو الجنوب واحتلال سان–لو

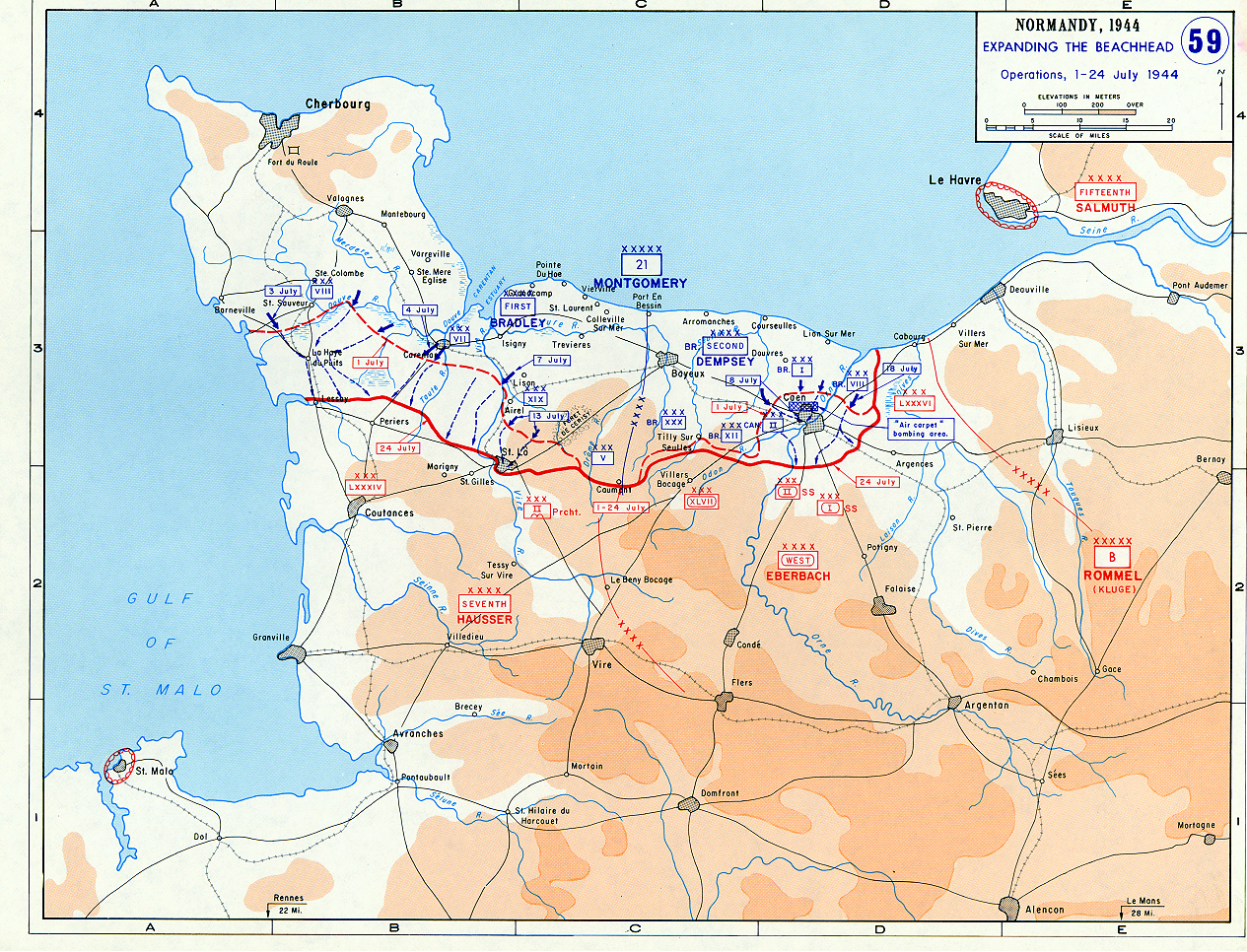
خط الجبهة يوم 24 يوليو 1944

تحرك الجيش الأول الأمريكي بعد احتلال شاربورغ في اتجاه اقليم أفرانش بهدف مزدوج وهو احتلال شبه جزيرة كوتنتين بالكامل بالإضافة إلى إحداث اختراق عميق للجناح الأيسر للجيش السابع الألماني: بدأ الغزو العسكري الذي سُمي تحت إطار عملية كوبرا يوم 25 يوليو ونصت العملية على تقدم الفيلق السابع في الاتجاه الجنوبي الغربي نحو وجهة سان – لو وماريني أما فيما يتعلق بجناحه الأيمن فكان سيتقدم الفيلق السابع جنوبًا نحو بيري" و "كوتنس وبذلك يكون التقدم محميًا عن طريق تقدم الفيلق السابع مباشرة نحو أفرانش. فتحت فصائل الفرقة 29 مدعَّمة بفرقة المشاة 35 التي يقودها الجنرال باول ويليام باد والمنتمية إلى الفيلق التاسع عشر بقيادة الجنرال ويليس د.كرتنبرغر الطريق في الأيام التي سبقت بدء العملية يوم 18 يوليو باحتلال سان- لو والمرتفعات التي تعلوها متغلبةً على المقاومة العنيدة لفرقة المظلات الألمانية بقيادة الجنرال يوجين مندل.
دعت العملية إلى شن هجوم على جبهة واسعة يصل طولها إلى حوالي 7 كيلومترات يسبقه قصف بساطي ينفَذ بواسطة حوالي 1600 قاذفة قنابل وبدعم من حوالي 1000 قطعة مدفعية من أجل التعمق إلى ما يقرب إلى 2500 متر: التقدم لفرقتي المشاة 9 و30 بقيادة الجنرال ليلاند هوبر أما بالنسبة لجناحهم الأيسر فالتقدم لفرقة المشاة الأولى والفرقة المدرعة الثانية الأمريكية بقيادة الجنرال إدوارد ه. بوكس بدعم من فرقة المشاة الرابعةالأمريكية بقيادة الجنرال رايموند بارتون. تأخر الهجوم الذي كان من المقرر في البداية أن يكون يوم 19 بالتزامن مع بدء عملية جودوود بسبب سوء الأحوال الجوية والأمطار التي جعلت الطرق غير سالكة وفقط في يوم 24 يوليو أمكن إصدار الأمر ولكن أثناء النهار تلبدت السماء بالغيوم مرة أخرى مما أجبرهم على تأجيل بدء العمليات لمدة يوم. كان هناك العديد من قاذفات القنابل المحلقة في الجو بالفعل ونظرًا لانعدام الرؤية ألقت بقنابلها فوق فصائل الفرقة الثلاثين المتقدمة التي كانت في انتظار المضي قدمًا.